# Partido Finlandês
O Partido Finlandês (em finlandês:  Suomalainen Puolue) foi um partido político conservador Fennoman no autônomo Grão-Ducado da Finlândia e na Finlândia independente. Nascido da luta pela língua finlandesa na década de 1860, o partido procurou aprimorar a posição da língua finlandesa na sociedade finlandesa. Johan Vilhelm Snellman, Yrjö Sakari Yrjö-Koskinen, e Johan Richard Danielson-Kalmari foram seus líderes ideológicos. O órgão-chefe do partido era o jornal Suometar, mais tarde Uusi Suometar, e seus membros eram às vezes chamados de Suometarianos (suomettarelaiset).